# Musée départemental Albert-Kahn
Das Musée départemental Albert-Kahn ist ein Museum in Boulogne-Billancourt im Département Hauts-de-Seine. Es bewahrt die Photo- und Film-Sammlungen von Albert Kahn.

## Les Archives de la Planète
Die Sammlungen des Museums umfassen unter dem Titel Les Archives de la Planète 72.000 zwischen 1909 und 1931 zusammengetragene Autochromes, 4.000 Schwarzweißfotografien und mehrere hundert Stunden Film.

## Museum
Das Musée Départemental Albert-Kahn wurde am 2. April 2022 in Boulogne-Billancourt nach einer fünfjährigen Renovierungsphase eröffnet. Auf einer Fläche von vier Hektar präsentiert das Museum eine neu gestaltete Einrichtung, die aus neuen Gebäuden besteht, welche die Geschichte des Ortes reflektiert. Das Museum ist ein Museum der Bilder, das sich auf soziale Themen konzentriert. Es ist nach dem Vorbild seines Schöpfers und seines Projekts, des Bankiers und Philanthropen Albert Kahn, gestaltet. Das von dem Architekten Kengo Kuma entworfene neue Gebäude ist inspiriert von der besonderen Verbindung, die Albert Kahn mit Japan hatte. Das architektonische Projekt inszeniert die Beziehung zwischen Stadt, Museum und Garten.

## Gärten
Von 1895 bis 1910 ließ Albert Kahn  auf  fast vier Hektar Land eine Reihe von Gärten im Stile verschiedener Länder anlegen.

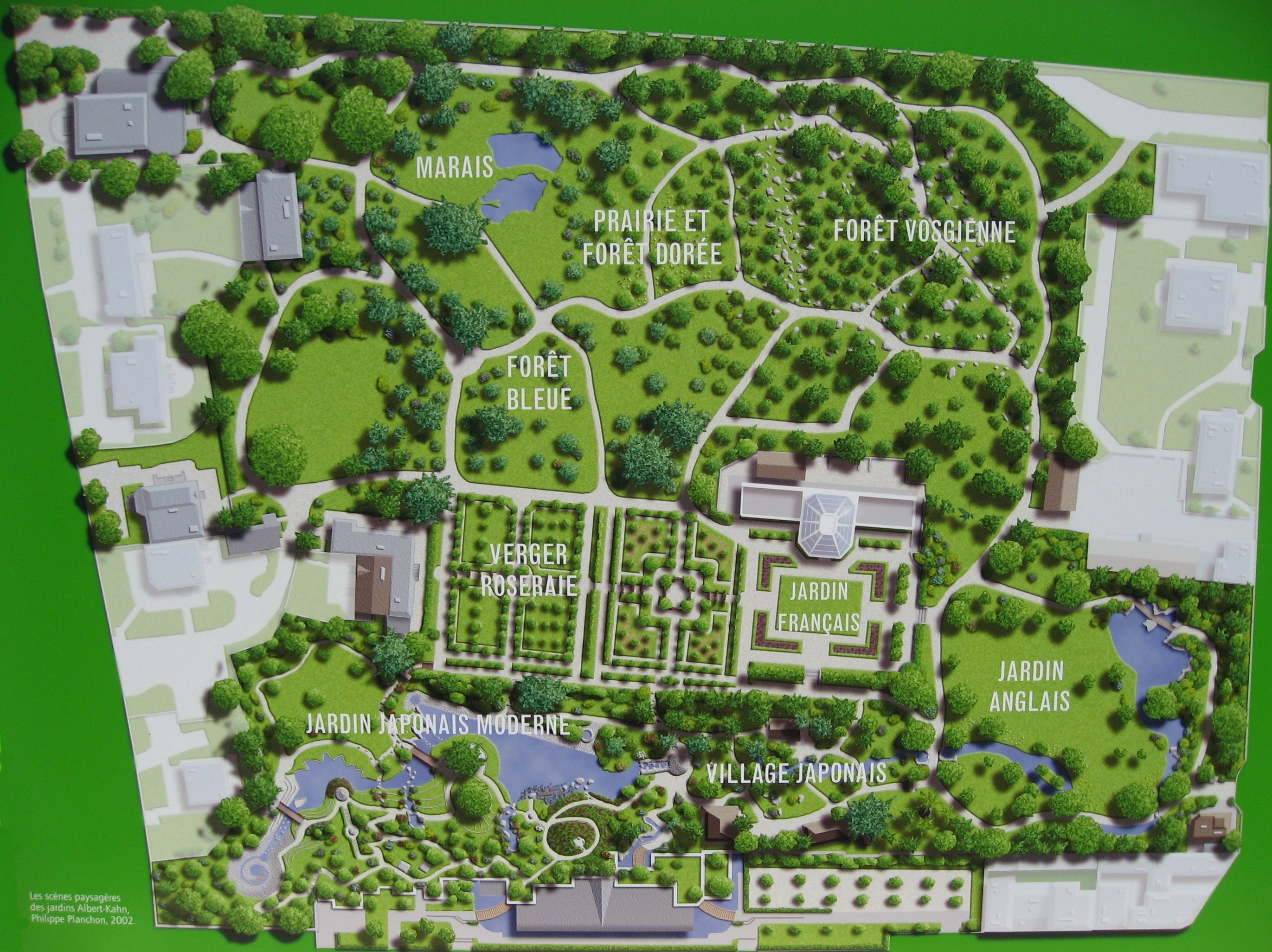
Grundriss der Gärten
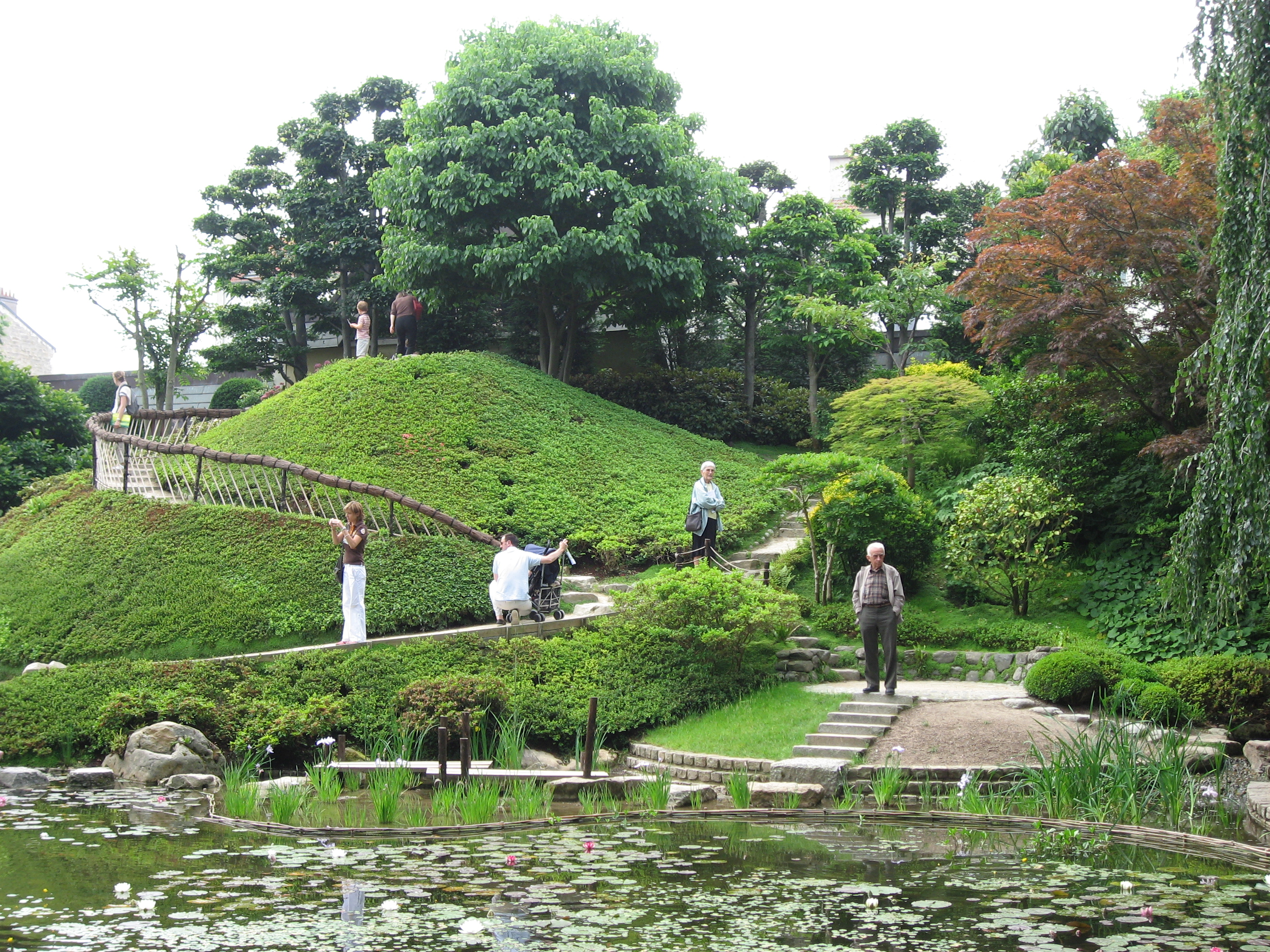
Der japanische Garten
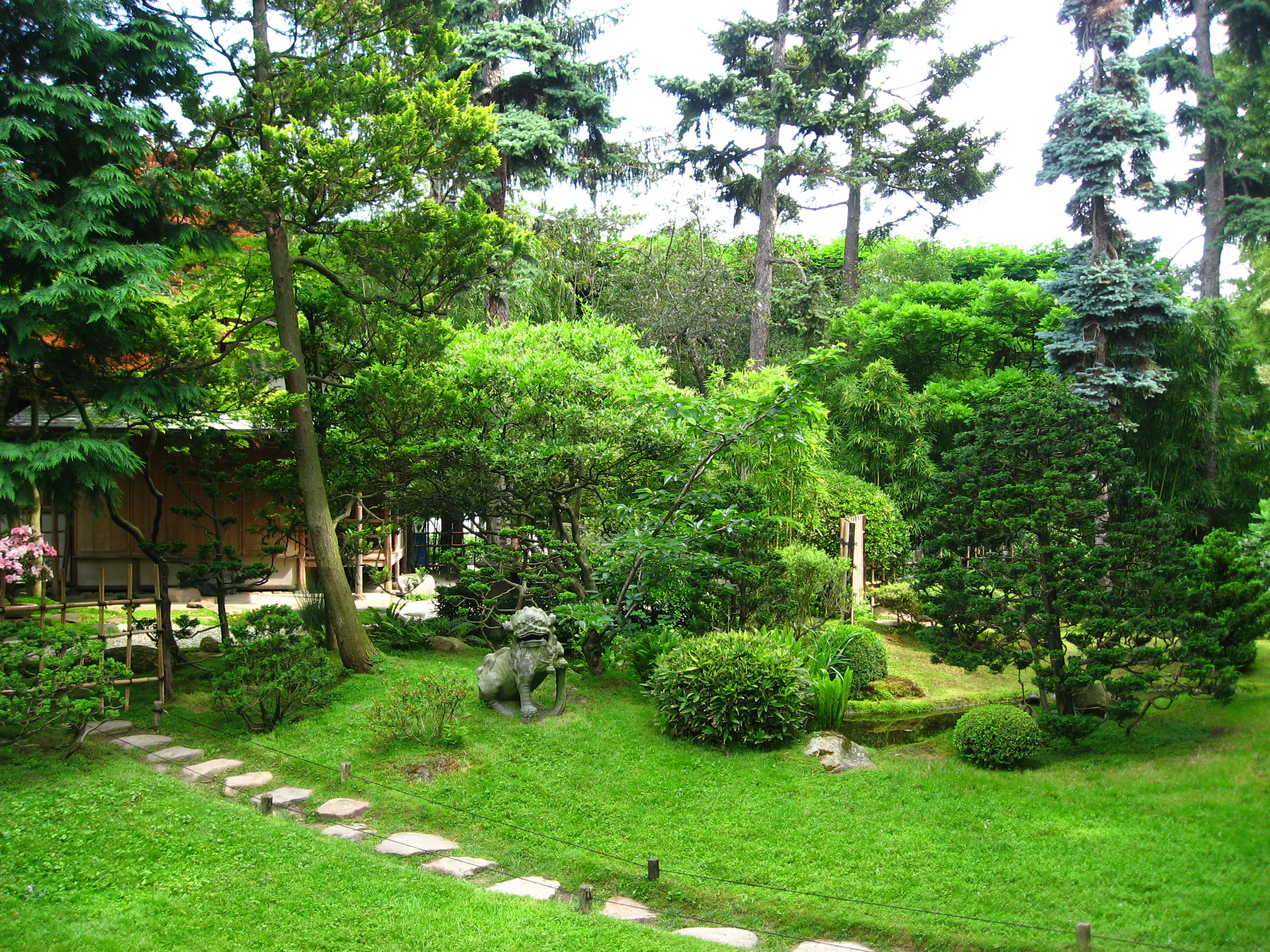
Das japanische Dorf
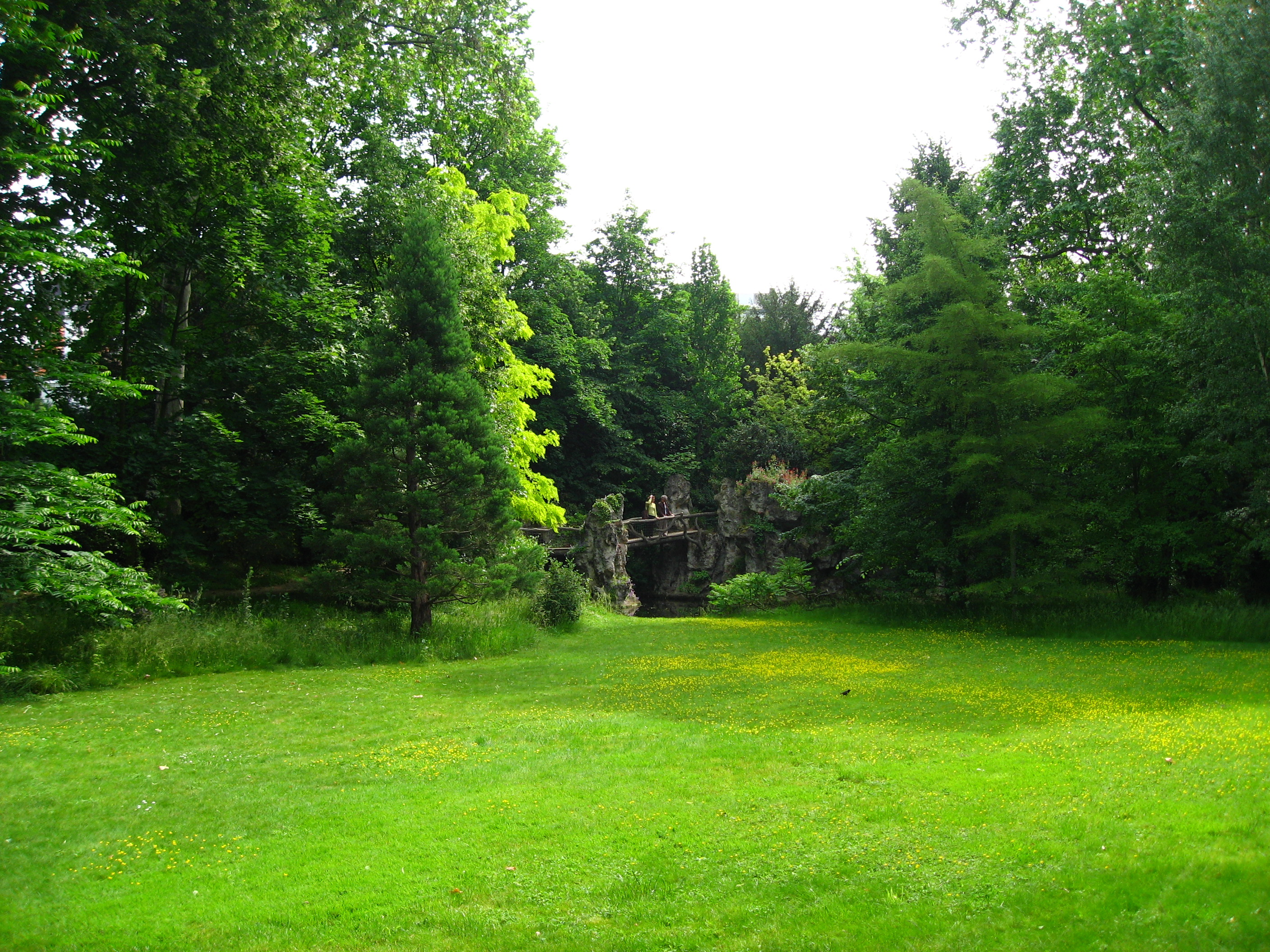
Der englische Garten
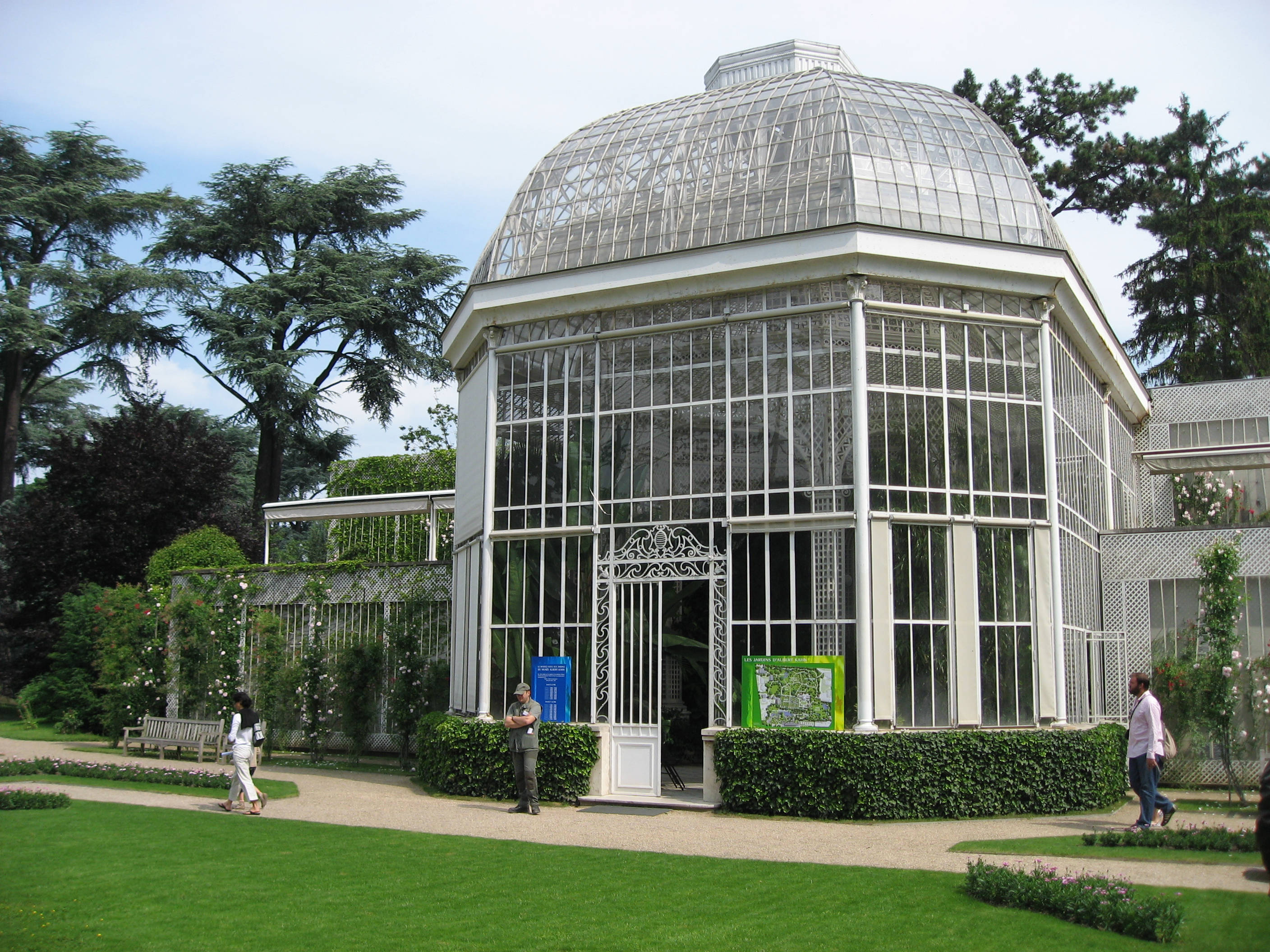
Palmenhaus
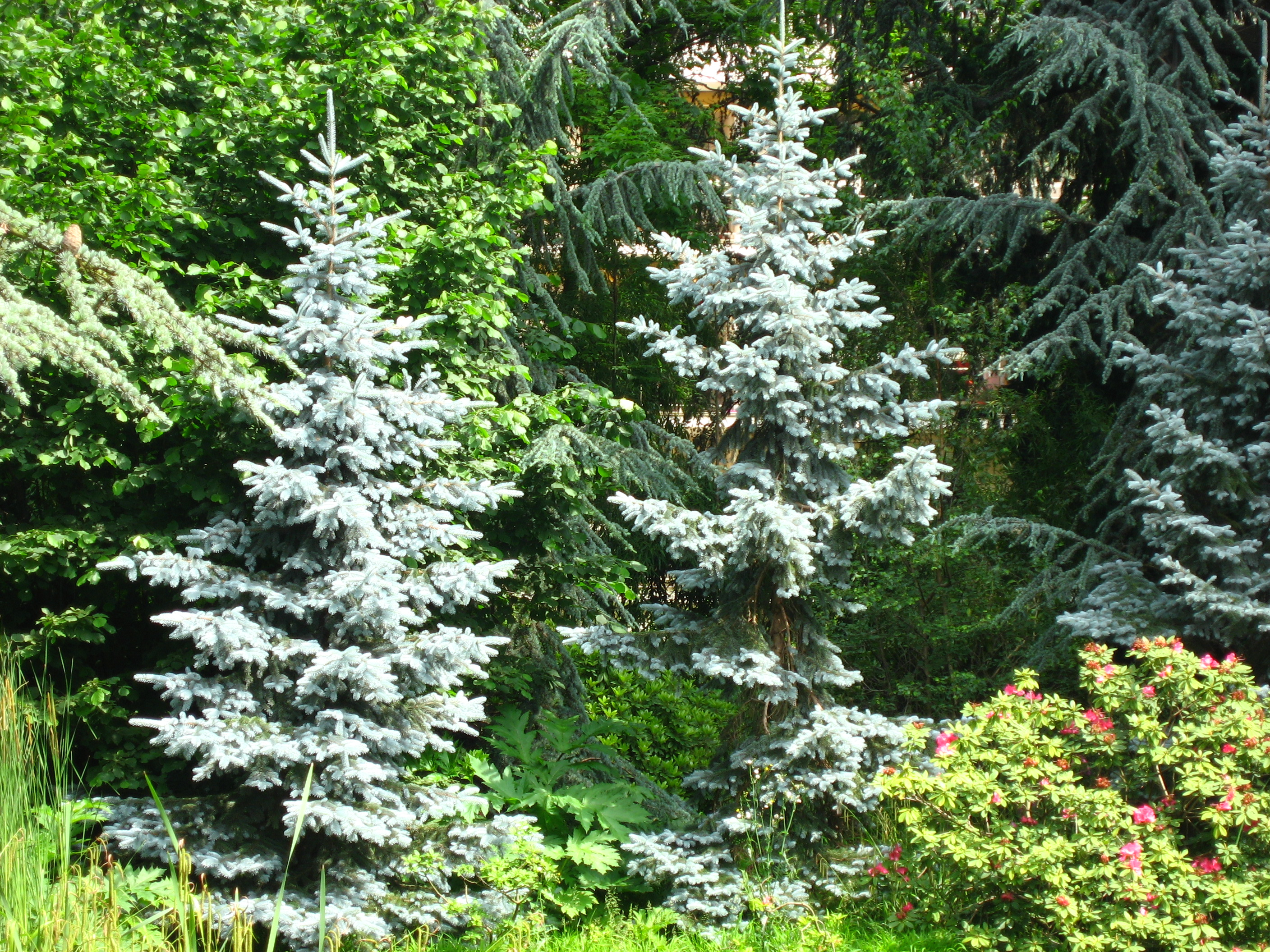
Der blaue Wald